# Campeonato Amazonense de Futebol Feminino de 2020
O Campeonato Amazonense de Futebol Feminino de 2020 foi uma competição de futebol feminino organizada pela Federação Amazonense de Futebol. O torneio terá início em 24 de outubro e término em 28 de novembro. A equipe campeã tem o direito de representar o Amazonas no Campeonato Brasileiro de Futebol Feminino de 2021 - Série A2.

## Regulamento
As 4 equipes jogarão todas contra todas em turno único, com as duas melhores colocadas avançando à decisão. A final será disputada em jogo único, com vantagem do mando de campo para a melhor equipe da primeira fase, mas sem vantagem do empate.

## Participantes
Quatro equipes se inscreveram para a edição de 2020, mas apenas duas estiveram na edição de 2019: 3B da Amazônia e Rio Negro; JC Futebol Clube e Recanto da Criança Interativo são as novidades. Clipper, Iranduba, Liga Itacoatiarense, Nacional-AM e Tarumã são as equipes da temporada passada que não se inscreveram.
| Equipe             | Cidade      | Em 2019      | Títulos (último) |
| ------------------ | ----------- | ------------ | ---------------- |
| 3B da Amazônia     | Manaus      | Campeão      | 1 (2019)         |
| JC Futebol Clube   | Itacoatiara | não disputou | 0                |
| Recanto da Criança | Manaus      | não disputou | 0                |
| Rio Negro-AM       | Manaus      | 6º           | 1 (2007)         |

## Primeira fase
| Pos | Time               | J | V | E | D | GP | GC | SG  | Pts | Qualificação |
| --- | ------------------ | - | - | - | - | -- | -- | --- | --- | ------------ |
| 1   | Recanto da Criança | 3 | 2 | 1 | 0 | 8  | 2  | 6   | 7   | Final        |
| 2   | JC Futebol Clube   | 3 | 1 | 0 | 2 | 2  | 6  | -4  | 3   | Final        |
| 3   | 3B da Amazônia     | 3 | 2 | 1 | 0 | 11 | 1  | 10  | 2   |              |
| 4   | Rio Negro-AM       | 3 | 0 | 0 | 3 | 1  | 13 | -12 | 0   |              |

*O 3B da Amazônia perdeu 5 pontos por colocar um jogador irregular.
| TIME 1                        |   |   |   | TIME 2                        |
| ----------------------------- | - | - | - | ----------------------------- |
| 3B da Amazônia                | 4 | X | 0 | JC Futebol Clube              |
| Rio Negro-AM                  | 1 | X | 5 | Recanto da Criança Interativo |
| JC Futebol Clube              | 2 | X | 0 | Rio Negro-AM                  |
| Recanto da Criança Interativo | 1 | X | 1 | 3B da Amazônia                |
| Recanto da Criança Interativo | 2 | X | 0 | JC Futebol Clube              |
| 3B da Amazônia                | 6 | X | 0 | Rio Negro-AM                  |

## Final
|  | Final |                    |        |
|  |       |                    |        |
|  | 1     | Recanto da Criança | 0 (3)p |
|  | 2     | JC Futebol Clube   | 0 (4)  |